# Hekata
Hekata (grč. Hekate, Ἑκάτη, lat. Hecate) je misteriozna božica podzemnog svijeta s tri glave i tri tijela; vladarica čudovišnih bića i čarobnica.

## Karakteristike
Hekata utjelovljuje trostruku osobu: na nebu je božica Mjeseca, na Zemlji božica porođaja i omladine, a u podzemnom svijetu vladarica podzemnih sila. Zaštitnica je magije i tajnih učenja. Prate je sablasti, noćna priviđenja i bijesni psi. Premda je susrećemo na popisu najstarijih grčkih bogova, čini se da je bila maloazijskog podrijetla.
Na vazama je prikazivana kao žena s bakljama, odjevena na jednak način kao Artemida. Kao kip je prikazana u liku tri žene koje stoje jedna do druge, s krunama na glavi.
Hekata se može usporediti i s nordijskom podzemnom božicom Helom.

## Mitologija
Hekata je jedina kći Titana Perza i njegove žene Asterije, a vrhovni ju je bog Zeus obdario velikom moći, ili je dijete Zeusa i Asterije, Nikte koja ju je sama rodila, ili čak Demetre.
Hekatina djeca su u drugim mitovima navedena s drugim roditeljima: Skila, Kirka, Medeja. Medeji je dala dio svoje crne magije.
Hekata je bila na Zeusovoj strani u ratu Titana. U ratu s bijesnim Gigantima se čak i borila - ubila je bakljama jednog diva.
Had je oteo svoju nećakinju Koru i promijenio joj ime u Perzefona, a dok ju je njezina majka Demetra tražila, Hekata joj je pomogla. U podzemlju je Perzefona postala njezina štićenica.
Kad su bogovi pretvorili Hekabu u crnu kuju, ona je postala Hekatina miljenica. Zato su se Hekati žrtvovali psi.